# 侯景叛东魏之战
侯景叛东魏之战，547年（南梁太清元年、东魏武定五年）正月至次年正月，侯景叛东魏投降梁朝，被东魏慕容绍宗等于涡阳（今安徽省蒙城县）击败的作战。
547年正月，东魏丞相高欢死后，侯景因与高氏不和，以所据黄河以南地区，叛东魏，归附西魏。二月，西魏以侯景为太傅、上谷公、不久，侯景又派人致书梁武帝，请以自己所控的荆襄等十三州归附梁朝。梁武帝封他为河南王，三月命司州刺史羊鸦仁、兖州刺史湛海珍等率兵三万抵达悬瓠（今河南省汝南县），接应侯景。五月，东魏司空韩轨等在颍川（今河南长葛县西）围攻侯景。侯景认为梁军远来，于是割东荆州（今河南泌阳）、北兖州（今江苏淮阴西南）等四城为条件，请求西魏出兵相救。西魏加封侯景为大将军兼尚书令。同时，派李弼等率兵一万赴颍川，接应侯景，以抗东魏。韩轨探知西魏军至，回到邺城（今河北临漳县西南）。李弼引兵还长安（今西安西北）。西魏荆州刺史王思政攻入颍川，侯景引兵駐扎悬瓠。西魏丞相宇文泰害怕侯景有诈，召侯景入朝，想要解除其武装。侯景不从，王思政又分派诸军占据侯景控制的七州、十二镇。侯景叛离西魏，归顺梁朝。七月，梁军将领羊鸦仁入悬瓠，接应侯景。八月，梁以南豫州刺史萧渊明为都督，举兵攻东魏。九月，萧渊明进屯寒山（今江苏徐州市东南），并在泗水筑城以灌彭城（今江苏徐州）。东魏徐州刺史王则据城坚守。十一月，东魏以高岳、慕容绍宗率众十万救彭城，发步骑万人攻梁营被击退，但梁军在追击中被东魏军突袭大败，死伤兵卒数万人。萧渊明、胡贵孙等被俘，慕容绍宗引军攻打侯景，侯景退保涡阳，东魏军列阵进攻，侯景命士卒执短刀冲入东魏阵中，砍下人腿马足，东魏军大败。慕容绍宗退到谯城（今河南商丘东北）。侯景领兵进攻不克，退屯涡阳。两军相持数月。六年正月，东魏慕容绍宗以铁骑五千夹击侯景，将其击败大败，斩杀五万余人，其余大部逃散。侯景仅率数骑渡过淮河，收容散兵，得步骑八百人，入寿阳（今安徽寿县），慕容绍宗等班师。